# 乾いた花
『乾いた花』（かわいたはな）は、石原慎太郎の短編小説であり、本作を原作として1964年（昭和39年）3月1日に公開された篠田正浩監督、池部良主演による日本映画である。

## 概要
初出は『新潮』1958年6月号で、題名は『渇いた花』だった。石原はこの作品について、「「乾いた花」は、私のトリスタンとイゾルデの物語である。かかる不毛な愛こそ、愛に於ける最も現代的典型と私は思う。それを知って自らの愛を断ち切る、かかる主人公たちの痛ましい賢しさを、我々は果して人間の真実の知恵とはいえるであろうか」と解説している。また、「「乾いた花」の主人公は私が最も愛するタイプの人間像である。現代に於ける精神の頽廃、荒廃は時としてかかるロマネスクな人間を作り得る」とも述べている。

## あらすじ
ヤクザの村木は三年の刑期を終えて世間へと戻ってきた。しかし彼を待っていたのは退屈な暮らしだった。組事務所も、昔の女も、とくに何も変わらないが、そのことがむしろ面白くなかった。しかも抗争の中で手を汚したにもかかわらず、争いはすでに手打ちとなっており、いまは手柄にすら数えられていない。
村木は空虚な思いを抱いたまま賭場に顔を出し、そこで見慣れない若い女、冴子の姿を見つける。場にそぐわない雰囲気の美しい女だが肝が据わっていて勝ち続け、場をさらっていく。しかし組のものに訊くと、彼女の素性も誰の伝手なのかも分からないという。
関心をいだいた村木は冴子に声をかけ、危険な賭博に惹かれている彼女の心の中にも、晴らすことの出来ない退屈と、破滅願望が巣食っていることを知る。身なりもよく、高級なスポーツカーを乗り回し、豊かな暮らしを思わす人々に囲まれている冴子だったが、けっして満たされているようには見えず、心の中は自分と通じるものがあるのではないかと村木は感じていた。
より大きな賭けがしたいと望む冴子を連れ、よその組が仕切る賭場で勝負に挑む二人だったが、そこで危険な匂いを漂わす葉（よう）という男と出会う。聞けば香港帰りのはぐれ者で、殺しや麻薬などの危ない噂に事欠かない男であるという。しかしあろうことか冴子はその男へと近づいていき、麻薬にも手を出し、村木のもとから離れていく。冴子に対する屈折した愛を強めていく村木だったが、そんなとき組同士の抗争が新たに勃発し、これに自ら飛び込む決意を固めた彼は、探し出した冴子を連れて、その目前で殺人を遂行してみせる。

## 評価
江藤淳はこの作品について、「一見風俗小説的であるが、作者の少々稚気めいたペダントリイの合間に、空を走る電光のように時々異様な緊張がうかびあがって来るのを見のがしてはならない」と解説している。
佐古純一郎は、「登場する太陽の季節の若者たちは、「しめつけるような喉の渇き」をおぼえているのだ。それはもはや単なる喪失感覚と呼んでかたずけられる問題ではなくて、魂の渇きの問題なのである」と評している。

## 映画
1964年（昭和39年）3月1日に公開された。白黒ワイド、96分。製作は文芸プロダクションにんじんくらぶ、配給は松竹。

### 制作
映画化に当って、原作者の石原は監督の篠田に、「自信のある好きな作品だ」「下手なもの作って、オレの好きな女を凌辱するような真似はしないでほしい」と念を押していたが、完成試写を観た際には、自身の小説の映画化の中で「最高だ」と述べ、以降意気投合した。しかし本作品は完成後、一時お蔵入りとなり、8ヶ月後になってようやく公開される運びとなった。
プロデューサーを務めた文芸プロダクションにんじんくらぶ代表取締役の若槻繁は試写を観てからモントリオール映画祭のため出国したが、8月に帰国したところ、空港で出迎えた社員に「オクラですよ」と言われ、驚いて製作本部長の白井に訊くと、「あの映画は作品としてはいいが、大船カラーじゃない」「客がおどろく」と説明され、「そんなことははじめからわかっていたじゃないか」と思ったという。また白井からは、「併映する適当な作品がない、ということも理由の一つ」と言われた。
小倉真美の取材に篠田監督は、「一しょにかける映画がないというのが会社側の理由です」と笑いながら答えたという。
1989年「大アンケートによる日本映画ベスト150」（文藝春秋発表）では第85位にランキングされている。
2011年（平成23年）5月17日に英題"Pale Flower"としてDVDとブルーレイがクライテリオン・コレクションから全米発売された。

### 評価
市川沖は、「原作のもつ、簡潔だが、強烈な反社会的主張を、篠田監督は、そのフォトジェニックな画面で映像化して見せた。今年の日本映画が得た、収穫の一つといえよう」と評している。
関根弘は、「わたしには、ホーム・ドラマの一種と映った。松竹の重役が、家風に合わないというので、オクラにしたという曰くつきの作品だが、こんなに親に甘ったれている映画を危険視するとは、重役も目がない」と評した。

### スタッフ
- 監督 - 篠田正浩
- 製作 - 白井昌夫、若槻繁
- 製作補 - 清水俊男、中島正幸
- 原作 - 石原慎太郎
- 脚本 - 馬場当、篠田正浩
- 撮影 - 小杉正雄
- 美術 - 戸田重昌
- 音楽 - 武満徹、高橋悠治
- 編集 - 杉原よ志
- 録音 - 西崎英雄
- 照明 - 青松明
- 助監督 - 水沼一郎
- 監督助手 - 吉田剛、山根成之

### キャスト

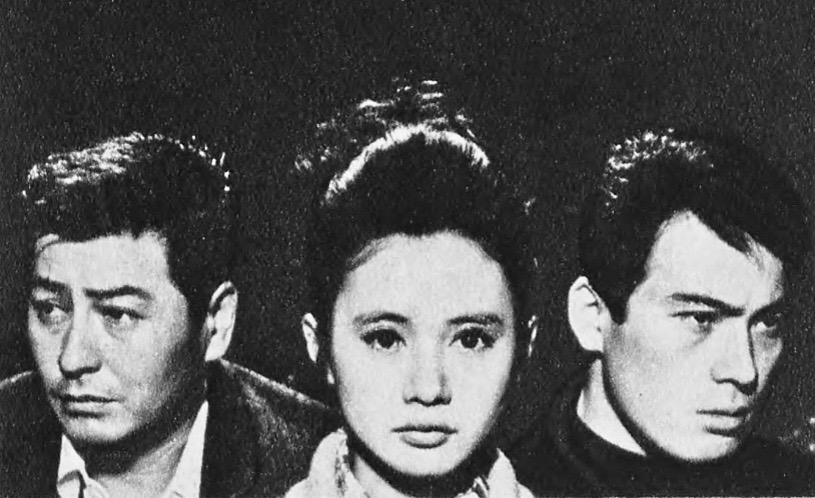
左から池部良、加賀まりこ、藤木孝

- 村木 - 池部良
- 冴子 - 加賀まりこ
- 葉 - 藤木孝
- 古田新子 - 原知佐子
- 玉木 - 中原功二
- 安岡 - 東野英治郎
- 礼二 - 三上真一郎
- 船田 - 宮口精二
- 次郎 - 佐々木功
- 相川 - 杉浦直樹
- 溝口 - 平田未喜三
- 今井 - 山茶花究
- 早川 - 倉田爽平
- サブ - 水島真哉
- 歌手 - 竹脇無我
- 中盆A - 水島弘
- 中盆B - 玉川伊佐男
- 芸者 - 斎藤知子
- 女給タア坊 - 国景子
- 恰幅のいい客 - 田中明夫

### エピソード
- フランシス・フォード・コッポラやマーティン・スコセッシは、この作品のフィルムを松竹から購入している。特に、マーチン・スコセッシは、30回は見ているという。[11]

- ラストシーンの殺人の場面では、ヘンリー・パーセル作曲のオペラ『ディドとエネアス』のアリアが流される。オペラと殺人という組み合わせは、後に『ゴッドファーザー PART III』で引用されている。[11]

- 音楽は、武満徹が担当しているが、タイトルバックに流れるテーマ曲を除き、劇中にはほとんど音楽は使用されていない。武満は、賭場に響く花札の札の音にインスパイアされ、テーマ曲を作ったという。[12]また、テーマ曲に使われている電子音は若き日の高橋悠治が担当したという。[11]